# Akbar Djuraev
Akbar Djuraev (født 8. oktober 1999) er en usbekisk vægtløfter.
Han repræsenterede Usbekistan ved sommer-OL 2020 i Tokyo , hvor han tog guld i 109 kg.
Under Sommer-OL 2024 som blev afholdt i Paris, vandt han sølv.